# The Blue Gardenia
The Blue Gardenia és una pel·lícula de cinema negre estatunidenc de 1953 dirigida per Fritz Lang a partir d'un guió de Charles Hoffman, basat en la novel·la The Gardenia de Vera Caspary. És protagonitzada per Anne Baxter, Richard Conte, i Ann Sothern. Una producció independent distribuïda per Warner Bros., The Blue Gardenia -una versió cínica de la cobertura de la premsa d'un cas d'assassinat sensacional (la dàlia negra)- va ser la primera instal·lació del trio de pel·lícules de "diari negre" de Lang., seguides el 1956 per Mentre Nova York dorm i Més enllà del dubte. La cançó "Blue Gardenia" va ser escrita per Bob Russell i Lester Lee i arranjada per Nelson Riddle. El director de fotografia de The Blue Gardenia era Nicholas Musuraca habitual de RKO, que llavors treballava a Warner Brothers.

## Argument
A Los Angeles, Norah Larkin (Anne Baxter) és una dona soltera que treballa com a operadora de centraleta juntament amb les seves companyes d'habitació, Crystal Carpenter (Ann Sothern) i Sally Ellis (Jeff Donnell). El dia del seu aniversari decideix celebrar-ho sopant sola a casa, amb la foto del seu promès, un soldat que serveix a la Guerra de Corea. A la taula del sopar a la llum de les espelmes, obre l'última carta d'ell i s'assabenta, per sorpresa, que planeja casar-se amb una infermera que va conèixer a Tòquio.
Devastada, Norah accepta una cita per telèfon amb l'artista faldiller del calendari Harry Prebble (Raymond Burr). Quan arriba al restaurant i discoteca Blue Gardenia, en Harry se sorprèn de veure la Norah, ja que esperava la Crystal. No obstant això, sopa amb ella i l'anima a beure sis còctels forts Polynesian Pearl Diver. Aleshores, en Harry la porta al seu apartament, on li ensenya les seves fotos i toca el disc "Blue Gardenia", cantat per Nat King Cole, a qui acaben de veure interpretar la mateixa cançó al restaurant. La Norah es desmaia al sofà d'en Harry i ell fa un avançament sexual. Ella es desperta i es resisteix, i pel que sembla el colpeja amb un atiador, destrossant un mirall. La Norah fuig de l'escena, deixant enrere les seves bombes de camussa negre, i torna a casa.
L'endemà al matí, la Norah és despertada per Crystal; ha patit un blackout pel que fa als esdeveniments de la nit anterior. Mentrestant, a l'escena del crim, la policia interroga una criada (Almira Sessions) sobre el que va trobar abans de descobrir el cos d'en Harry. Ella admet haver netejat l'atiador, que hauria eliminat qualsevol empremta dactilar, i col·locar les sabates a l'armari, per la qual cosa s'ha compromès una prova valuosa.
Al lloc de treball de la Norah, la policia arriba per interrogar dones que havien posat per a Harry. Quan la Norah pregunta a la seva col·lega sobre l'interrogatori, s'espanta i va a llegir el relat de l'assassinat al diari Los Angeles Chronicle. La Norah té un vague flashback de l'ús d'un atiador i el trencament d'un mirall.
El columnista del diari Casey Mayo (Richard Conte) anomena al presumpte assassí "l'assassina de la Gardenia blava". El cambrer del Blue Gardenia s'assabenta que la dona era rossa, i d'una venedora de flors cega (Celia Lovsky) que la dona tenia una "veu tranquil·la". Aquella mateixa nit, al seu apartament, la Sally llegeix el reportatge del diari que el sospitós portava un vestit negre en el moment de l'assassinat. Espantada, la Norah embolica el seu propi vestit negre en un diari i el crema en una incineradora a l'aire lliure. Arriba un patruller i li demana saber per què està cremant materials a una hora il·legal, però ell la deixa anar amb un avís després que ella demani disculpes.
Volent atrapar l'assassí abans que ho faci la policia, Casey escriu una columna, titulada "Carta a una assassina desconeguda", demanant-li que es lliuri. Casey rep moltes trucades telefòniques falses de dones locals, però quan la Norah truca, s'adona que ella és genuïna. Després d'un intent fallit, la coneix al seu despatx. Ella el convenç que en realitat parla per una amiga, no per ella mateixa, i Casey li diu a la Norah que està disposat a pagar per la màxima representació legal si la seva amiga accepta rendir-se. Més tard, els dos van a un restaurant, on la Norah explica el relat de l'assassinat de la seva suposada amiga, però encara insisteix que la seva amiga no recorda l'assassinat real. La Casey demana trobar-se amb la seva amiga al restaurant l'endemà. La Norah accepta i torna a casa, on li confessa a la companya de pis Crystal, que simpatitza amb ella.
L'endemà al menjador, Crystal es troba amb Casey i l'indica a l'estand de la Norah, on finalment la Norah admet que ella mateixa és la dona que ha estat buscant. Se sent commocionat, perquè s'havia començat a enamorar d'ella. També se sent culpable, admet a la Norah que només fingia simpatia pel suposat assassí quan pensava que era algú que no fos ella. Poc després arriba la policia i la detenen. Amargada i confusa, creu erròniament que Casey és qui la va lliurar. (En realitat era un empleat d'un restaurant).
En un aeroport, Casey, amb el seu col·lega Al (Richard Erdman), s'adona que la música amb fil —el tema d'amor de Tristan und Isolde—és idèntica a la música que la criada va trobar tocant al fonògraf d'en Harry. Finalment, en comprendre la importància del fet que els registres de la màquina havien estat canviats, Casey s'adona que és possible que Norah no fos l'assassina. Després d'aquesta intuïció, Casey i el capità de policia Sam Haynes (George Reeves) van a una botiga de música local. L'exnòvia d'en Harry, Rose Miller (Ruth Storey), treballa darrere la botiga. El secretari diu a la policia que va ser la Rose qui va vendre el disc a Harry i la crida perquè surti a ajudar. En adonar-se que la policia s'està apropant, intenten suïcidar-se.
Des d'un llit d'hospital, la Rose confessa que mentre la Norah era desmaiada a l'apartament d'en Harry, ella mateixa va arribar, exigint que es casés amb ella. (Tot i que ella no diu que estigui embarassada, el públic d'aquella època suposaria que aquest era el motiu de les seves demandes desesperades.) Ell es va negar, diu, i va començar a tocar el disc que els havia reunit. (Aquell disc era Toscanini dirigint el Tristan und Isolde de Wagner.) Aleshores, recorda Rose, es va adonar del mocador de Norah a terra al costat del tocadiscos i per gelosia va matar en Harry amb l'atiador. Finalment tothom entén que la Norah era simplement un espectador intoxicat i confús.
Després de la confessió de Rose, la Norah és alliberada. Ella confia a les amigues que ha perdonat a Casey i que el vol com el nou home de la seva vida. Casey també la vol, i llança el seu "petit llibre negre" al seu amic Al.

## Repartiment
- Anne Baxter com a Norah Larkin
- Richard Conte com a Casey Mayo
- Ann Sothern com Crystal Carpenter
- Raymond Burr com a Harry Prebble
- Jeff Donnell com a Sally Ellis
- Richard Erdman com Al
- George Reeves com a capità de policia. Sam Haynes
- Ruth Storey com a Rose Miller
- Ray Walker com Homer
- Nat King Cole com ell mateix
- Dolores Fuller com a dona al bar (sense acreditar)
- Papa John Creach com a home que toca el violí (sense acreditar)

## Producció
La novel·la font de The Blue Gardenia va ser escrita per Vera Caspary i titulada The Blue Gardenia: l'esmena eventual del títol de la pel·lícula a The Blue Gardenia seria un intent d'atreure els espectadors recordant-los l'assassinat no resolt de la Dàlia Negra, molt publicitada, de 1947. The Gardenia va aparèixer per primera vegada al número de febrer-març de la revista Today's Woman: tanmateix, els drets cinematogràfics de la novel·la s'havien adquirit gairebé un any abans, i es va anunciar l'abril de 1951 que el seu La filmació, suposadament titulada Gardenia, seria una producció de Fidelity Pictures, dirigida per Howard Welsch, que originalment va negociar amb Dorothy McGuire per interpretar la protagonista femenina, que es va oferir posteriorment a Linda Darnell, Joan Fontaine, i Margaret Sullavan (si Sullavan hagués interpretat la protagonista femenina de la pel·lícula, [The Blue] Gardenia hauria estat la seva pel·lícula final en lloc de No Sad Songs for Me el 1950; Sullavan, que va morir el 1960, tindria tres papers televisius als anys 50, un d'ells més tard del 1953).
El setembre de 1952, els drets de The Gardenia es van vendre al productor independent Alex Gottlieb i la pel·lícula d'ara endavant es coneixia com The Blue Gardenia: malgrat els informes de la El paper principal femení s'assigna a Darnell i també a la poc coneguda Vicky Lane, Anne Baxter fou anunciada per al paper al novembre - The Blue Gardenia es considera el segon pacte de dues pel·lícules de Baxter amb Warner Bros., ja que aquest estudi va signar per distribuir la pel·lícula, amb les altres dues estrelles més destacades de la pel·lícula anunciades el mateix mes. Ser la segona protagonista femenina de la pel·lícula li permetria a Ann Sothern el seu primer paper cinematogràfic des que va ser abandonat per Metro Goldwyn Mayer el 1950 a causa dels seus problemes de salut. Abans de filmar The Blue Gardenia, Sothern havia signat amb CBS per protagonitzar la sitcom Private Secretary, filmant el primer episodis de la segona meitat de desembre de 1952 immediatament després dels seus vuit dies de rodatge a The Blue Gardenia: L'enfocament de Sothern es mantindria centrat en els papers televisius amb incursions cinematogràfiques ocasionals; el seu següent crèdit cinematogràfic després de "The Blue Gardenia" va ser la pel·lícula de 1964 El millor. L'última de les estrelles de la pel·lícula que es va anunciar va ser el protagonista masculí Richard Conte, que abans havia protagonitzat per a Alex Gottlieb Productions The Fighter: Fritz Lang, contractat per Gottlieb per dirigir The Blue Gardenia, tenia l'esperança de contractar Dana Andrews, establert com l'actor principal del gènere del cinema negre, però Andrews havia començat recentment un any sabàtic del treball cinematogràfic.
L'any 1965, Fritz Lang -responent a l'afirmació de Peter Bogdanovich que The Blue Gardenia era "una imatge particularment verinosa de la vida americana"- va recordar la pel·lícula com "la meva primera pel·lícula després del negoci McCarthy i jo la vaig haver de gravar en vint dies. Potser això és el que em va fer tan verinós". Tot i que Lang va recordar evidentment la seva carrera com a seriosament obstaculitzada per la llista negra de Hollywood, l'interval entre la seva contractació per The Blue Gardenia (anunciada l'octubre de 1952) i la finalització de l'encàrrec de director precedent de Lang, Clash by Night, no va ser objectivament un lapse massa prolongat que només durés uns set o vuit mesos (Lang seria contractat per un gran estudi - Columbia Pictures - el gener de 1953 uns tres mesos abans de l'estrena de The Blue Gardenia). El rodatge de The Blue Gardenia va començar el 28 de novembre de 1952 i es va completar la vigília de Nadal, Lang va empaquetar la pel·lícula un dia abans del seu programa de rodatge de 21 dies.
Segons s'informa, Ruth Storey, l'actriu casada amb el protagonista de la pel·lícula, Richard Conte, mentre visitava el seu marit al plató durant el rodatge, va acceptar el suggeriment espontani de la productora que interpretés a Rose a la pel·lícula.
 Encara que aquest paper era petit, era fonamental. Un altre paper clau, encara que no acreditat, va ser interpretat per Celia Lovsky, una associada des de fa temps de Fritz Lang que havia estat fonamental en el càsting de Peter Lorre, durant un temps marit de Lovsky, a M, la pel·lícula sonora de 1931 de Lang. El productor de la pel·lícula Alex Gottlieb i la seva dona, l'actriu teatral retirada Polly Rose (germana del compositor Billy Rose) van ocupar algunes parts a l'oficina del diari.

## Recepció
Quan la pel·lícula es va estrenar per primera vegada, el personal de la revista Variety va donar a The Blue Gardenia una crítica tèbia:
| « | Una història d'estoc i maneig impedeixen que The Blue Gardenia sigui alguna cosa més que un melodrama de misteri reglamentat, a partir d'un fil de Vera Caspary. El desenvolupament de la fórmula té un punt brillant ocasional, sobretot perquè Ann Sothern dona una mica de vida a un personatge normal i bromeja... En Baxter i en Conte fan el que poden però lluitar contra el guió en una batalla perduda mentre que en Burr és un llop força evident. Nat 'King' Cole és vist per cantar la cançó del títol, escrita per Bob Russell i Lester Lee. | » |

El director de cinema i escriptor Peter Bogdanovich va qualificar The Blue Gardenia de "una imatge particularment verinosa de la vida nord-americana". Jans B. Wager va afirmar que es tracta d'una "pel·lícula". que conté rigorosament masculinitat negra dins d'un conjunt d'estudi peculiar". El crític Dennis Schwartz va donar a la pel·lícula una crítica mixta, escrivint:
| « | Una pel·lícula negra menor de Fritz Lang (Clash by Night/Els subornats) que mai té l'oportunitat de florir a causa del seu guió avorrit. Està basat en el conte "Gardenia" de Vera Caspary. Funciona com un melodrama de diari sense imaginació que ataca la classe mitjana i com n'és de neuròtica i temorosa sobre el romanç. Nat 'King' Cole fa un cameo de benvinguda com el pianista de la casa de la discoteca The Blue Gardenia, cantant amb la seva veu de vellut el tema principal. El famós director de fotografia Nicholas Musuraca injecta a la pel·lícula alguns tocs noirs intrigants, com aquelles ominoses gotes de pluja a la finestra de Raymond Burr la nit de l'assassinat... El mateix Lang, en entrevistes, va descartar la pel·lícula com una "feina de lloguer". ... Però la història en si no era original i l'actuació no era prou atractiva com per elevar-la com un thriller lleu. | » |

Una adaptació de The Blue Gardenia per Lux Radio Theatre es va emetre el 30 de novembre de 1954, amb els papers principals a càrrec de Dana Andrews - en el paper que Fritz Lang havia volgut que interpretés a la pel·lícula - i Ruth Roman: Andrews més tard interpretaria el protagonista masculí a les dues pel·lícules de 1956: While the City Sleeps i Beyond a Reasonable Doubt, que van ser la segona i la tercera del trio de pel·lícules de "newspaper noir" que Lang va començar amb "The Blue Gardenia" (Lang no va participar en la producció de Lux Radio).